# Stepas Dokšus
Stepas Dokšus (*  7. März 1951)  ist ein litauischer Politiker und ehemaliger Bürgermeister der Rajongemeinde Skuodas. 

## Leben
Nach dem Abitur absolvierte Stepas Dokšus 1974 das Diplomstudium des Bauingenieurwesens an der VGTU in Vilnius. Von 1995 bis 2000 war Stepas Dokšus Mitglied im Rat von Skuodas und von 1995 bis 1997 Bürgermeister der Rajongemeinde Skuodas. Er leitet als Direktor das Kommunalunternehmen SP UAB „Palangos komunalinis ūkis“ in Palanga.
Seit 1993 ist Stepas Dokšus Mitglied von Tėvynės sąjunga (Lietuvos konservatoriai).
Stepas Dokšus ist verheiratet und hat drei Kinder.